# Muchino (kulickoje sielskoje posielenije)
Muchino (ros. Мухино) – wieś (dieriewnia) w Rosji, w obwodzie twerskim, w rejonie kalinińskim. W 2010 liczyła 110 mieszkańców.